# Marion Greenwood Bidder
Marion Greenwood Bidder, née Marion Greenwood le 26 août 1862, morte le 25 septembre 1932, est une physiologiste anglaise et l'une des premières femmes à effectuer des recherches indépendantes à Cambridge. Pendant près d'une décennie, elle est responsable du Laboratoire biologique Balfour à Cambridge. En 1895, elle est la première femme à présenter ses recherches à la Royal Society.

## Biographie
Née dans la région du Yorkshire en Angleterre, sa famille déménage à Oxenhope en 1869. Son père George Greenwood est prédicateur laïc et agent maritime. Marion Greenwood Bidder remporte une bourse pour fréquenter le Girton College à l'âge de 17 ans. Elle est diplômée avec mention en sciences naturelles. Elle est la première lauréate du prix Gamble en 1888  pour sa thèse.

Lors de ses recherches au Newnham College, elle écrit des articles sur les glandes gastriques des porcs, les effets de la nicotine sur les invertébrés et la physiologie des protozoaires. Ces articles sont publiés dans le Journal of Physiology.

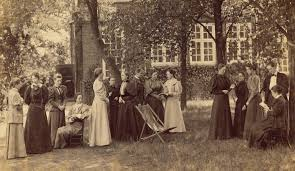
Discussions en 1896 au Newnham College. Greenwood est deuxième à partir de la gauche et Edith Saunders est à droite

À partir de 1888, elle est à la fois chargée de cours et directrice d'études en biologie ainsi que tutrice pour les étudiantes en physiologie au Newnham College. Elle dirige le laboratoire Balfour à partir de 1890. 
En 1899, elle se marie avec le biologiste marin George Parker Bidder. Elle quitte son poste de direction. Quatre personnes la remplacent.
Après son mariage, Marion Bidder publie des ouvrages sur le thème de l'économie domestique. En 1901, elle contribue à l'ouvrage Domestic Economy in Theory and Practice sur les aspects théoriques et scientifiques du sujet.
Elle meurt de la tuberculose le 25 septembre 1932.